# ستيف فيني
ستيف فيني (بالإنجليزية: Steve Finney)‏ (31 أكتوبر 1973 في المملكة المتحدة - 4 فبراير 2022) هو لاعب كرة قدم بريطاني في مركز الهجوم. لعب مع بريستون نورث إيند وسويندون تاون وكامبريدج يونايتد ومانشستر سيتي ونادي كارلايل يونايتد ونادي ليتون أورينت ونادي تشستر سيتي ونادي بارو ونادي ألترينتشام.

## وصلات خارجية
- ستيف فيني على موقع قاعدة بيانات كرة القدم.إي يو (الإنجليزية)
- ستيف فيني على موقع Soccerbase.com (لاعب) (الإنجليزية)